# Think About It
"Think About It" является песней английской Melanie C с её пятого студийного альбома The Sea. Песня была выпущена в качестве первого сингла с альбома 4 сентября 2011 года и была написана Адамом Аргайле и совместной группы Cutfather. Трек записывался в Дании, в Копенгагене. В Германии песня стала вторым синглом с альбома после трека "Rock Me"
Песня является танцевальной, что является отличным от рок направления, в котором Мелани работала, начиная с 1999 года. Её сравнивали с такими исполнителями, как Katy Perry, Kelly Clarkson и Pink. Критики считают, что этот сингл лучше, чем предыдущий. Им понравилось, что Мелани нашла что-то новое в поп-стиле и песня отлично вписывается в её новый альбом.
Коммерчески сингл имел умеренный успех в Германии, Швейцарии и Австрии. Лучшим результатом является 30 место в Швейцарском чарте.

## Фон
Melanie C была одной пяти девушек из Spice Girls и выпускает сольные материалы с 1999 года. Её предыдущий студийный альбом озаглавленный This Time был выпущен четыре года назад до выхода "Think About It". За это время Мел провела между записями её собственный лейбл, названный Red Records Girl, Мелани завершила выполнение пребывания в Вест-Энде,где участвовала в музыкальной постановке Blood Brothers , а также стала мамой. Именно после этого времени, она начала работу над своим пятым альбомом.Мелани провела время в записи по всему миру и после трека из этих сессий записи под названием "Rock Me" была выпущена как часть покрытия немецкого телеканала Чемпионата мира по футболу среди женщин она объявила о выпуске сингла с "The Sea" под названием «Think About It".

## Развитие
Её собственный независимый лейбл объявил трек на своем официальном сайте.Там же было сказано, что песня была написана в Копенгагене с производителями Адамом Аргайле и команда Cutfather и говоря: "Мы невероятно рады объявить брендом Мелани нового сингла - 'Think About It'. При написании сессии вопросов и ответов на её официальном сайте сингл "Rock Me", её спросили о продюсер "Think About It" Адаме Аргайле, на что она ответила;
Мой хороший приятель Адам Аргайл работает в большей степени над альбомом. Он такой блестящий автор песен, и я думаю, что мы хорошая команда. Мы сотрудничали с некоторыми фантастическими людьми, как Джоди Марр. Она невероятна и одна из моих любимых песен появились при записи с ней. Ещё одна интересная песня появилась при записи с Адамом и Мартином Браммером. Мы остановились в Копенгагене, чтобы поработать с Cutfather, которые был одни из лучших за несколько дней работал над этим альбомом с великолепными результатами.

## Композиция
"Think About It" отличается от предыдущих синглов, где чувствуется  рок-звучание. Песня была описана как "летний трек", с "инфекционной мелодией".. Содержит в себе элементы танцевальной музыки.Это и есть главное отличие от других треков с предыдущих альбомов.

## Прием
В Австрии сингл дебютировал под номером 34,рухнув на следующей недели на 51 строчку, а через неделю трек очутился только на 65 позиции после чего покинул чарт. Чуть лучше результаты в Швейцарии,где песня смогла продержаться 5 недель, достигнув 30 позиции. В Германии сингл провел четыре недели в чарте, поднявшись на 48 место.

## Список композиций
| - Limited Edition 4 Track CD Single (Red Girl) 1. "Think About It" 2. "Cruel Intentions" 3. "Rock Me" (Radio Edit) 4. "Rock Me" (Steve More Radio Edit) - Digital 4 track EP (Red Girl) 1. "Think About It" 2. "Cruel Intentions" 3. "Think About It" (Acapella) 4. "Think About It" (Instrumental) - Digital 4 Track Remix Bundle (Red Girl) 1. "Think About It" (7th Heaven Club Mix) 2. "Think About It" (Groovesplitters Club Mix) 3. "Think About It" (More & Masters 'Big Room' Mix) 4. "Think About It" (Music video) | - 2 Track CD Single (Warner Music) 1. "Think About It" 2. "Cruel Intentions" - Digital 4 Track EP (Warner Music) 1. "Think About It" 2. "Cruel Intentions" 3. "Think About It" (7th Heaven Club Mix) 4. "Think About It" (Music video) |

## Чарты
| Чарт (2011)                              | Пик позиция |
| ---------------------------------------- | ----------- |
| Австрия (Ö3 Austria Top 40)              | 34          |
| Германия (Media Control Charts)          | 48          |
| Швейцария (Schweizer Hitparade)          | 30          |
| Великобритания (Official Charts Company) | 95          |
| Великобритания (UK Indie Chart)          | 15          |

## Релиз
| Регион   | Дата             | Формат           | Лейбл            |
| -------- | ---------------- | ---------------- | ---------------- |
| Весь мир | 4 Sсентября 2011 | Digital download | Red Girl Records |